# Winkel (zaak)

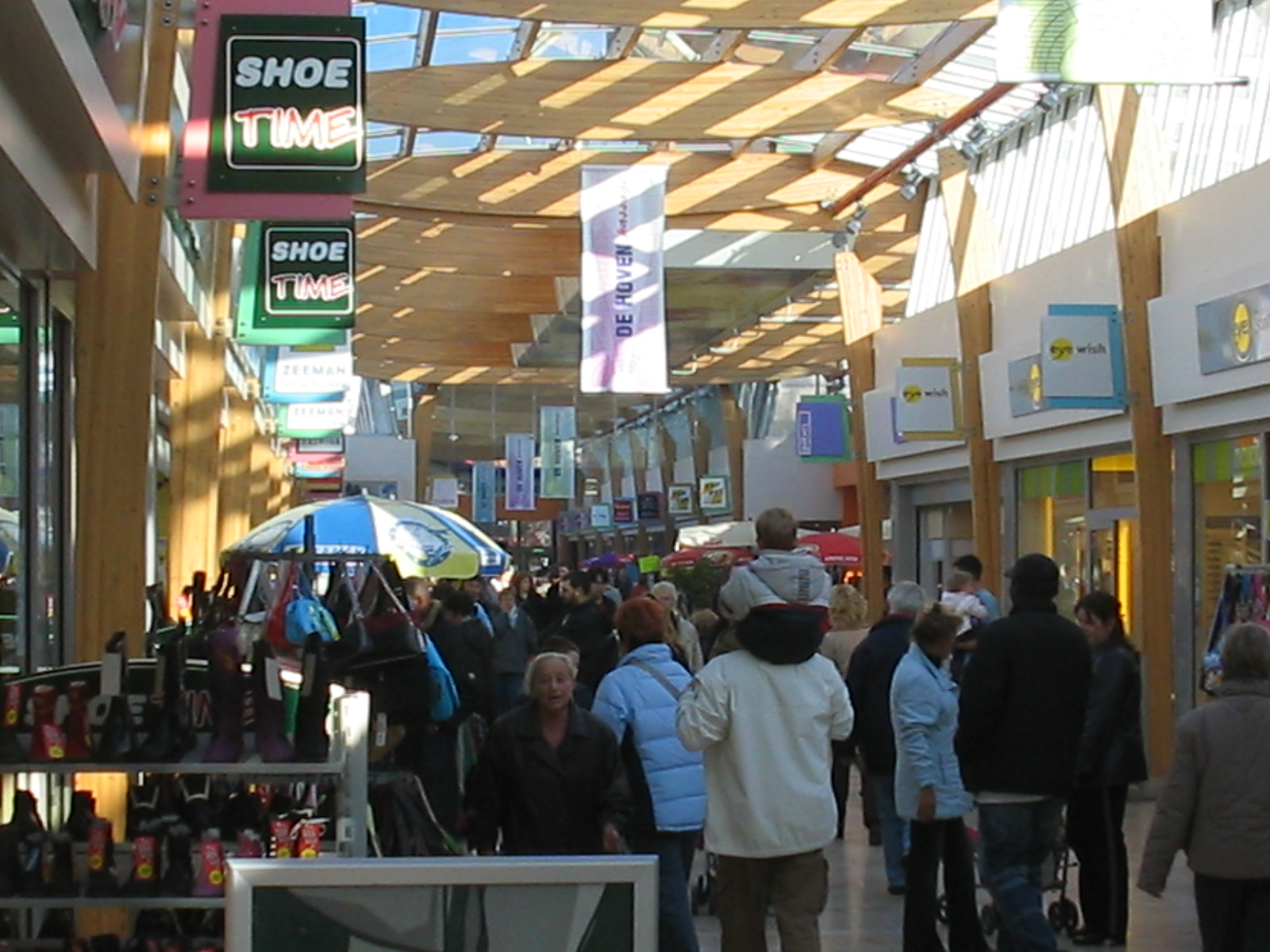
Winkelend publiek in een winkelcentrum in Delft

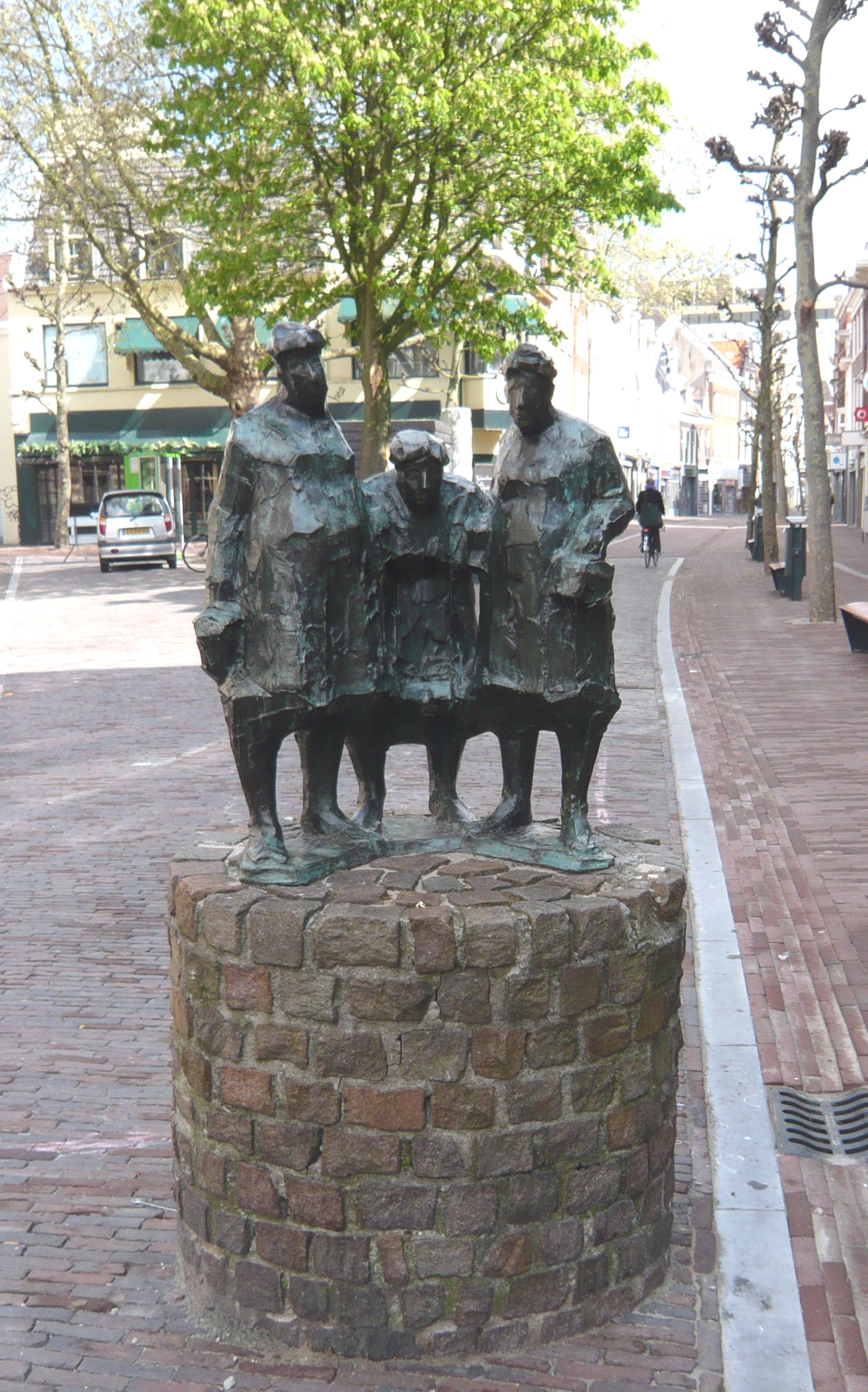
Standbeeld van winkelende vrouwen in de Grote Houtstraat in Haarlem, Kees Verkade, 1966

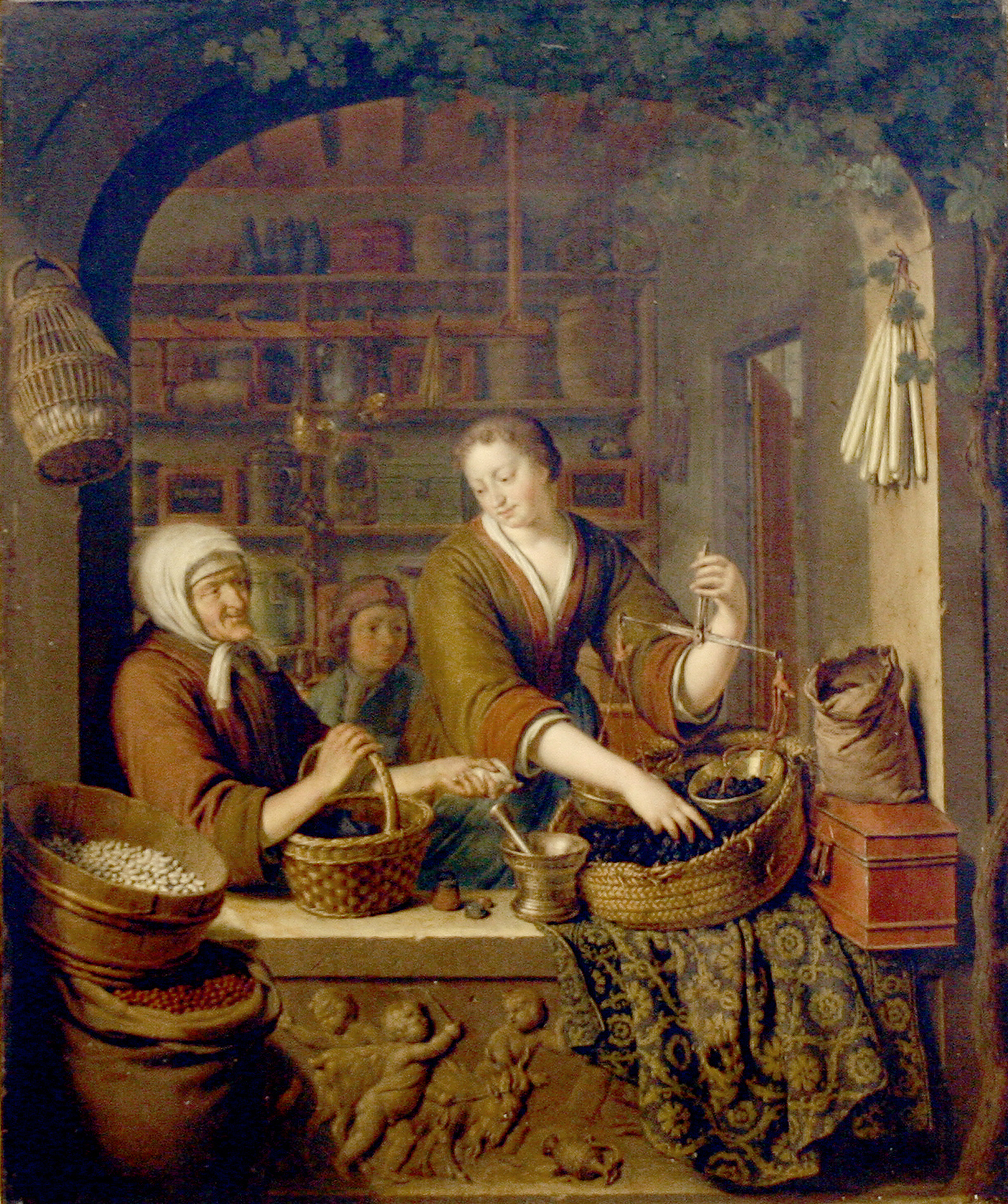
Een winkel in 1720, Willem van Mieris

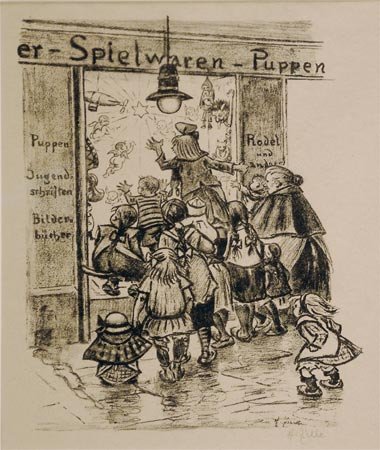
Winkelend publiek tijdens kerst, 1875, Heinrich Zille

Een winkel is een plaats waar koopwaar wordt aangeboden en verkocht. Naast fysieke winkels zijn er ook webwinkels en tussenvormen en combinaties van beide.
Het woord winkel komt van hoek (vergelijk: winkelhaak en het Duitse Winkel). Etymologisch gezien wijst deze vroege betekenis op de hoek waar de koopwaar was opgesteld. Een mogelijke verklaring is het verband met de hoeken van straten, waar de winkels zich later vaak bevonden. Op een kruispunt van wegen komen mensen elkaar tegen en ontstaat er handel, misschien wel een dorp. Niet toevallig werden er op die kruispunten ook een kapel of kruis opgericht. Zo zijn er dorpen met 'winkel' in hun naam: Sint-Eloois-Winkel (West-Vlaanderen, België) en Sint-Kruis-Winkel (Oost-Vlaanderen, België). 
Een andere mogelijke verklaring wijst naar de hoek die de steunberen en muren van kathedralen en grote kerken vormen, waar vroeger de marktkramen werden opgesteld.

## Winkelen
Winkelen is het bezoeken van winkels, bijvoorbeeld op een vrije dag. Tot de opkomst van de koopzondagen was de zaterdag populaire om te 'winkelen'. Ze bezoeken dan bijvoorbeeld een winkelcentrum, winkelhart of winkelstraat, een plek waar veel winkels bij elkaar zijn.

## Openingstijden
In Nederland regelt de Winkeltijdenwet wanneer winkels open mogen zijn.
Op maandag t/m zaterdag mogen winkels tot 22.00 uur open zijn. Traditioneel is er vaak één avond in de week, afhankelijk van de plaats op donderdag of vrijdag, waarop daadwerkelijk veel winkels open zijn, vaak tot 21.00 uur (koopavond).
In veel steden geldt eens per maand een door de gemeente aangewezen koopzondag. Vaak is het zo dat de winkels dan later open gaan en eerder sluiten dan doordeweeks. Vooral in de grote steden zoals Den Haag, Rotterdam en Amsterdam zijn winkels in sommige delen van de stad elke zondag geopend. Politiek is dit een heet hangijzer, en de wet is per 1 januari 2011 gewijzigd om dit strikter te beperken tot toeristische gebieden. Er is een overgangstermijn van één jaar voor gemeenten om hun besluitvorming aan de wetswijziging aan te passen.
In 2011 is op de Wallen in Amsterdam een einde gekomen aan de gedoogsituatie waarbij seksshops tot 2.00 uur open konden blijven. Ze moeten nu net als andere winkels om 22.00 uur sluiten. Dit is niet van toepassing op het gebruik van videocabines. Daar zou een seksshop dan een aparte ingang voor moeten creëren.

## Specifieke winkeltypen
Grote winkels worden, afhankelijk van wat er wordt verkocht, supermarkt of warenhuizen genoemd. Een winkel op de markt wordt kraam genoemd. Winkels waar enkel voedingswaren en huishoudelijke producten wordt verkocht en die enkel 's avonds en 's nachts geopend is, worden nachtwinkels genoemd. Een groep van winkels met restpartijen op een speciaal terrein is een Factory Outlet Center. Winkels met een specifiek goed betreffen:
| Winkeltype        | Assortiment                                           |
| ----------------- | ----------------------------------------------------- |
| apotheek          | geneesmiddelen                                        |
| drogist           | lichaamsverzorgingsartikelen, bepaalde geneesmiddelen |
| bloemisterij      | Bloemen en planten                                    |
| tuincentrum       | bloemen, planten, tuinbenodigdheden                   |
| bakkerij          | broodproducten, banket, gebak                         |
| boekhandel        | boeken                                                |
| kantoorboekhandel | kantoorartikelen                                      |
| kiosk             | tijdschrift, versnaperingen, tabaksartikelen          |
| kledingwinkel     | kleding                                               |
| autodealer        | automobielen                                          |
| opticien          | brillen, contactlenzen                                |
| slagerij          | vlees en vleeswaren                                   |
| poelier           | wild en gevogelte                                     |
| seksshop          | erotische artikelen                                   |
| juwelier          | sieraden                                              |
| bijouterie        | eenvoudige sieraden                                   |
| lustrerie         | lampen, verlichting                                   |

Een verkoopautomaat wordt geen winkel genoemd, een ruimte met meerdere verkoopautomaten eventueel wel.

## Opmaken en betalen van de rekening
Een van de systemen om de rekening op te maken is dat waarbij een medewerker dit doet, vaak met een barcodescanner. Een andere mogelijkheid is dat de klant dit zelf doet, hetzij bij een zelfscankassa na het vergaren van artikelen, hetzij met een handscanner tijdens het vergaren. In deze gevallen ontvangt men na betaling, al of niet op verzoek, een kassabon.
Nog weer anders is het grab en go (pak en ga) systeem waarbij het pakken en terugleggen van artikelen, en degene die dit doet, automatisch worden geregistreerd, zoals bij de kleine experimentele "digitale winkel" (niet te verwarren met een webwinkel) van Albert Heijn, geïntroduceerd in 2019. Het pakken en terugleggen (ook het afpakken van en terugleggen op een stapel) wordt geregistreerd door het gewicht, en de klant wordt na het presenteren van de betaalpas bij de ingang, geautomatiseerd door de winkel gevolgd. Men ontvangt geen kassabon, wat een probleem kan zijn als men daarna in een winkel komt die hetzelfde product verkoopt, terwijl men het eerder gekochte product nog niet geconsumeerd heeft. Sinds 2018 zijn er al soortgelijke winkels in de Verenigde Staten, met de naam Amazon Go, van Amazon.com.
Het systeem van opmaken van de rekening is soms gekoppeld aan een betaalwijze. Zelf scannen kan bijvoorbeeld soms alleen als men ook zonder tussenkomst van een medewerker met een betaalkaart betaalt. Verder zijn bij Albert Heijn de handscanners alleen te gebruiken als men een bonuskaart heeft. Bij de genoemde "digitale winkel" is een bijzonderheid dat men alleen contactloos kan betalen, en dat het aanbieden van de betaalkaart gebeurt vóór de keuze van de artikelen, en dus vóór het bedrag vaststaat, en ook niet opnieuw hoeft te gebeuren wanneer dit is vastgesteld. Een bijzonderheid bij Albert Heijn vergeleken bij enkele andere systemen is dat voor wie een betaalkaart met contactloos betalen heeft, voorbereidingen zoals registratie of het installeren van een app niet nodig zijn.

## Leeftijdscontrole
Voor rookwaren en alcoholische dranken is, onder meer in Nederland, leeftijdscontrole wettelijk vereist. Vaak gebeurt dit kan door een medewerker die een identiteitsbewijs controleert. Bij een automaat is er soms een geautomatiseerde controle, waarbij een pasje moet worden aangeboden.

## Winkelverbod
Een winkel kan een dief of een anderszins overlast gevend persoon een winkelverbod opleggen. Bij een winkelketen kan dit alleen de betreffende vestiging betreffen of de hele keten. Het kan ook gelden voor de deelnemende winkels van een heel winkelgebied, mits die winkels hun deelname op het raam kenbaar maken met bijvoorbeeld een sticker.

## Trivia
- Winkels waar spullen worden verkocht die door anderen zijn afgedankt noemt men kringloopwinkels.
- Winkels waar overtollige zaken worden verkocht heten dumpwinkels, knakenwinkel en (factory) outletwinkels.
- Er zijn ook winkels waar goederen niet worden verkocht, maar gratis worden aangeboden: de zogenaamde weggeefwinkels.
- In een aantal landen wordt jaarlijks de internationale Niet-Winkeldag georganiseerd, om aandacht te vragen voor de nadelen van het westerse consumptiepatroon.
- Een winkel op of bij een kampeerplaats noemt men wel een campingwinkel of kampwinkel.
- Een winkel waar kampeerbenodigdheden verkocht worden noemt men echter een kampeerwinkel.
- Een rijdende winkel komt aan huis.
- Een winkel die wel bij een winkelketen is aangesloten, maar toch zelfstandig opereert heet een franchisewinkel.

## Verticale landbouw
Verticale landbouw is een vorm van landbouw waarbij gebruik wordt gemaakt van gestapelde kweeklagen in een winkel. 
In navolging van Sony, Nisshinbo Holding, Sharp, Mitsubishi Chemical, Panasonic Showa Denko en Fujitsu kweekt ook Toshiba groenten in een cleanroom met verticale landbouw in een fabriekshal, kantoor of winkel waardoor er geen pesticiden nodig zouden zijn tegen plantenziekten en insecten.